# San Miguel (Rafael, 1518)
San Miguel, San Miguel derrota a Satanás o San Miguel lucha con el Diablo (en italiano San Michele sconfigge Satana) es una pintura del artista del Alto Renacimiento italiano Rafael Sanzio, que data del año 1518. Es una pintura al óleo sobre tela, transportado desde una tabla, con unas dimensiones de 268 centímetros de alto y 160 cm de ancho. Se conserva en el Museo del Louvre de París, Francia.
Rafael representa a San Miguel con una lanza en la mano mientras que a sus pies está representado Satanás. Esta obra, un encargo de Lorenzo de Médici, está firmada y datada sobre la orla de la ropa de San Miguel: “RAPHAEL URBINAS PINGEBAT MDXVIII”. Pero los expertos actuales consideran que no es una obra enteramente pintada por Rafael; ha de ser un producto de colaboración, de Rafael y uno o varios ayudantes, tal como era habitual en la producción madura de genio. Así, las alas del arcángel se creen pintadas por Giovanni da Udine. 
Este cuadro no debe confundirse con otro San Miguel del mismo artista que también se encuentra en el Louvre y que data hacia 1501.